# Andreas Bube
Andreas Hjartbro Bube (Gladsaxe, 13 luglio 1987) è un mezzofondista danese.

## Palmarès
| Anno | Manifestazione    | Sede           | Evento      | Risultato  | Prestazione | Note                                     |
| ---- | ----------------- | -------------- | ----------- | ---------- | ----------- | ---------------------------------------- |
| 2005 | Europei juniores  | Kaunas         | 400 m hs    | Batteria   | 53"05       |                                          |
| 2006 | Mondiali juniores | Pechino        | 400 m hs    | Semifinale | 53"35       |                                          |
| 2006 | Mondiali juniores | Pechino        | 4×400 m     | Batteria   | 3'16"94     |                                          |
| 2007 | Europei under 23  | Debrecen       | 400 m hs    | Batteria   | 52"81       |                                          |
| 2009 | Europei indoor    | Torino         | 400 m piani | Batteria   | 48"02       |                                          |
| 2009 | Europei under 23  | Kaunas         | 400 m piani | Semifinale | 46"97       |                                          |
| 2009 | Europei under 23  | Kaunas         | 4×400 m     | Batteria   | 3'17"15     |                                          |
| 2010 | Europei           | Barcellona     | 800 m piani | Batteria   | 1'51"91     |                                          |
| 2010 | Europei           | Barcellona     | 4×400 m     | Batteria   | 3'17"15     |                                          |
| 2011 | Europei indoor    | Parigi         | 800 m piani | Batteria   | 1'53"18     |                                          |
| 2011 | Mondiali          | Taegu          | 800 m piani | Semifinale | 1'45"48     | Miglior prestazione personale            |
| 2012 | Europei           | Helsinki       | 800 m piani | Argento    | 1'48"69     |                                          |
| 2012 | Giochi olimpici   | Londra         | 800 m piani | Batteria   | 1'46"40     |                                          |
| 2013 | Europei indoor    | Göteborg       | 800 m piani | Batteria   | 1'51"88     |                                          |
| 2014 | Europei           | Zurigo         | 800 m piani | 4º         | 1'45"21     | Miglior prestazione personale stagionale |
| 2014 | Europei           | Zurigo         | 4×400 m     | Batteria   | 3'08"12     |                                          |
| 2015 | Mondiali          | Pechino        | 800 m piani | Batteria   | 1'48"94     |                                          |
| 2016 | Europei           | Amsterdam      | 800 m piani | Semifinale | 1'47"55     |                                          |
| 2016 | Giochi olimpici   | Rio de Janeiro | 800 m piani | Semifinale | 1'45"87     | Miglior prestazione personale stagionale |
| 2017 | Europei indoor    | Belgrado       | 800 m piani | Argento    | 1'49"32     |                                          |
| 2018 | Europei           | Berlino        | 800 m piani | 6º         | 1'45"92     | Miglior prestazione personale stagionale |
| 2019 | Europei indoor    | Glasgow        | 800 m piani | 5º         | 1'47"47     |                                          |